# Сподне Шкофие
Сподне Шкофие (на словенски: Spodnje Škofije) е село в Словения, Обално-крашки регион, община Копер. Според Националната статистическа служба на Република Словения през 2002 г. селото има 1221 жители.